# Chile az 1896. évi nyári olimpiai játékokon
Chile a görögországi Athénban megrendezett 1896. évi nyári olimpiai játékok egyik részt vevő nemzete volt. Az ország a játékokon 1 sportágban 1 sportolóval vett részt, eredményeiről nem tudni, érmet nem szerzett.

## Atlétika
Férfi
| Versenyző         | Versenyszám | Előfutam   | Előfutam   | Döntő      | Döntő      |
| Versenyző         | Versenyszám | Idő        | Hely.      | Idő        | Helyezés   |
| ----------------- | ----------- | ---------- | ---------- | ---------- | ---------- |
| Luis Subercaseaux | 100 m       | nincs adat | nincs adat | nincs adat | nincs adat |
| Luis Subercaseaux | 400 m       | nincs adat | nincs adat | nincs adat | nincs adat |
| Luis Subercaseaux | 800 m       | nincs adat | nincs adat | nincs adat | nincs adat |